# Royal Canberra Golf Club

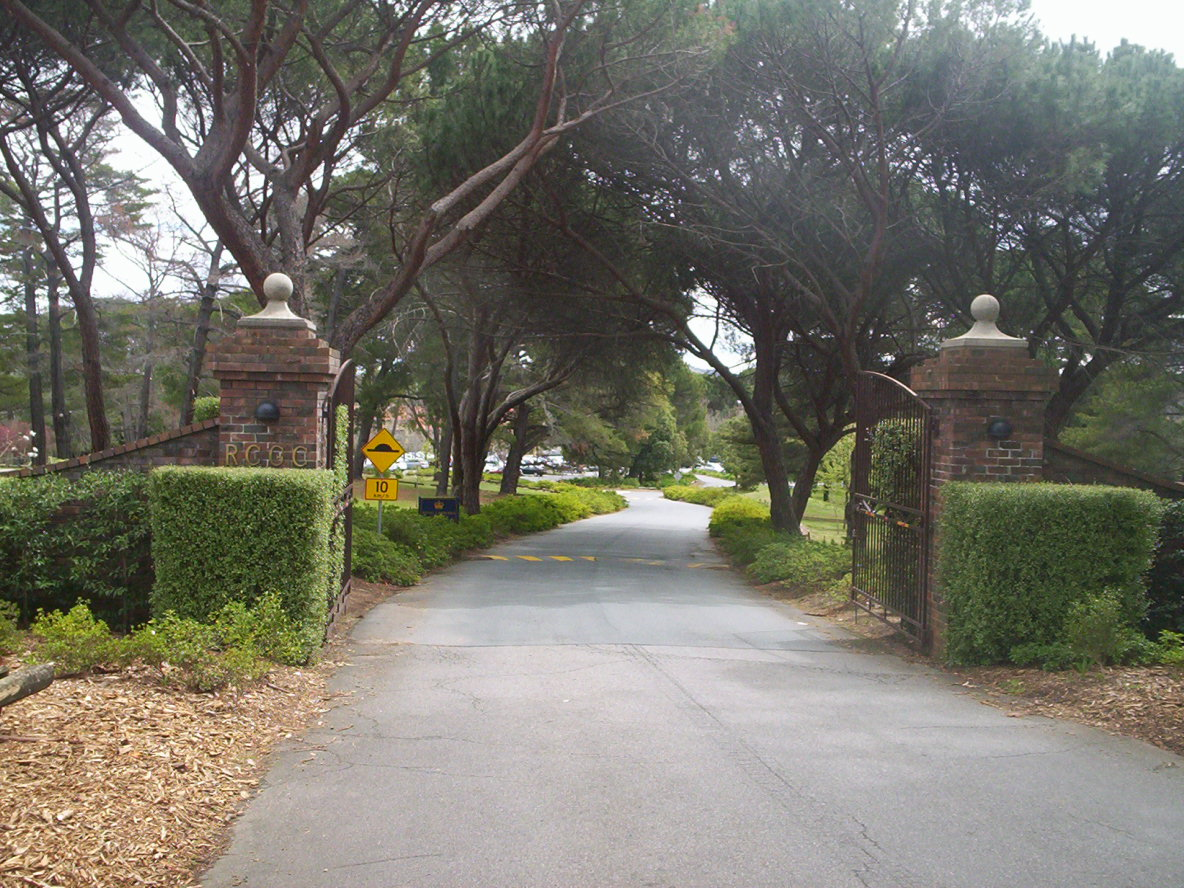
Royal Canberra Golf Club

Royal Canberra Golf Club är en golfklubb i Australien som bildades 1926 under namnet Canberra Golf Club. Klubbens golfbana låg ursprungligen bakom Hotel Canberra på båda sidor om Molonglo River. I början av 1960-talet flyttade klubben till sin nuvarande plats i förorten Yarralumla utanför Canberra.
Banan anses vara Australiens bästa inlandsbana och har jämförts med Augusta National i USA.